# 孔迪亞瓦
孔迪亞瓦是太平洋島國巴布亞新畿內亞的城鎮，也是欽布省的首府，距離芒特哈根約85公里，海拔高度1,524米，農業品有番薯、芋頭、香蕉、蔗糖和咖啡，2000年人口8,147。